# فهرست ایران‌شناسان
این صفحه فهرستی از ایران‌شناسان را بر پایهٔ حوزه‌ای که فعالیت‌هایشان بر آن متمرکز بوده‌است ارائه می‌کند.

## کتاب‌شناسی

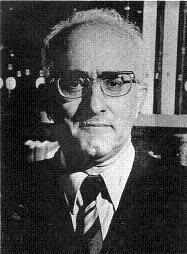
محمدتقی دانش‌پژوه

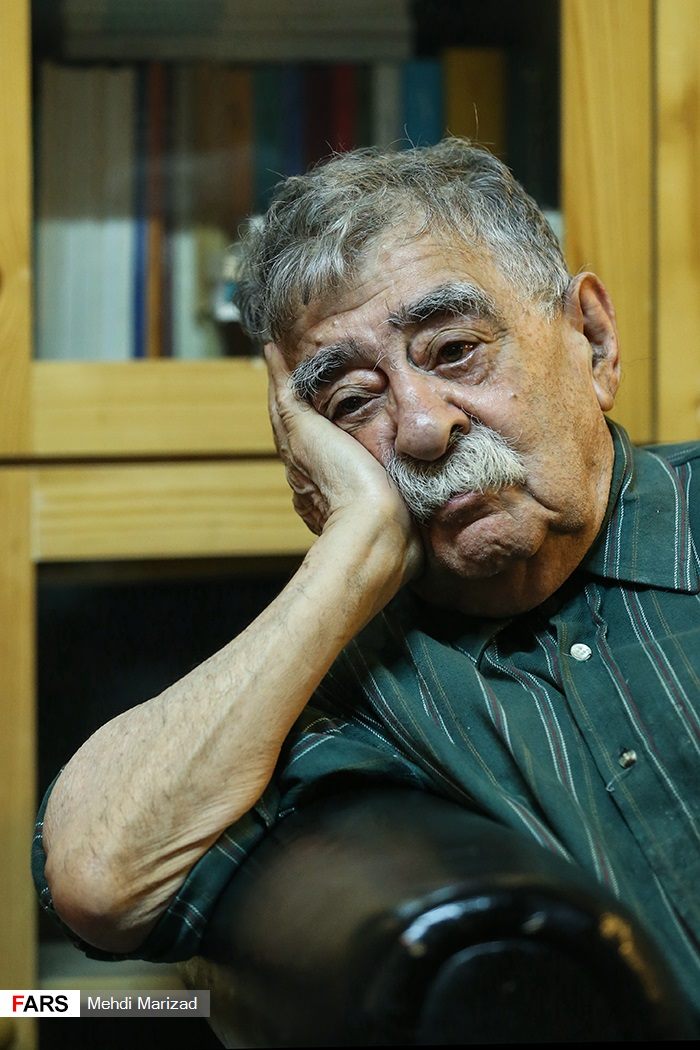
عبدالله انوار

## عمومی

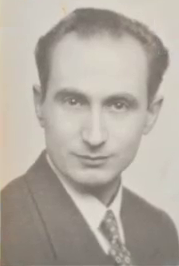
احسان یارشاطر

- احسان یارشاطر
- آرتور کریستنسن
- سعید نفیسی
- علی دهباشی
- محمّدابراهیم باستانی پاریزی
- اشک دالن

## هنر ایرانی و ادبیات فارسی

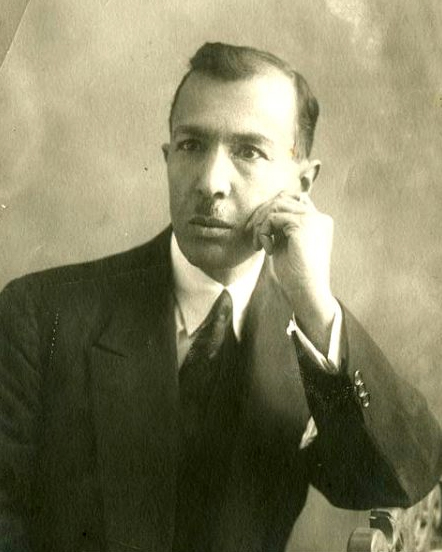
محمّدتقی بهار

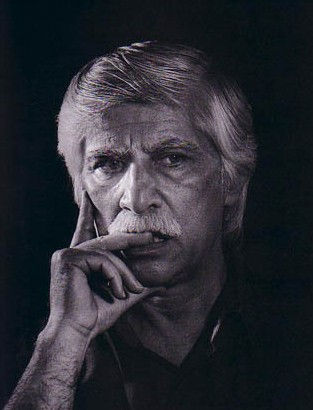
بهرام بیضایی

- ادوارد فیتزجرالد
- آرتور دو گوبینو
- آرتور پوپ
- وحید دستگردی
- ادوارد براون
- آندره گدار
- غلامرضا رشید یاسمی
- فریتز ولف
- محمدتقی بهار
- علی‌اصغر حکمت
- بزرگ علوی
- ابوالقاسم جنتی عطایی
- جلال‌الدین همایی
- ذبیح‌الله صفا
- لطفعلی صورتگر
- سید صادق گوهرین
- یحیی ذکا
- مسعود فرزاد
- یوگنی برتلس
- آنری ماسه
- یان ریپکا
- عبدالحسین نوشین
- فرخ غفاری
- قاسم غنی
- محمدکریم پیرنیا
- عبدالباقی گولپینارلی
- پرتو بیضایی آرانی
- ذکایی بیضایی آرانی
- سید محمدباقر برقعی
- سیروس پرهام
- شاهرخ مسکوب
- نجف دریابندری
- پرویز تناولی
- حسن کامشاد
- مهدی اخوان ثالث
- ه. ا. سایه
- بهرام بیضایی
- حسن جوادی
- پیتر چلکوفسکی
- محمدرضا شجریان
- سیما بینا
- آیدین آغداشلو
- محمد نوری عثمانوف
- محمدامین ریاحی
- غلامحسین یوسفی
- سید حسن سادات ناصری
- جابر عناصری
- یوهانس دوبروین
- آرتور آربری
- پرویز ورجاوند
- محمدرضا درویشی
- تسونئو کورویاناگی
- سیروس شمیسا
- علی حصوری
- سیف‌الدین نجم‌آبادی
- فضل‌الله رضا
- اولگ گرابر
- رضا براهنی
- یدالله آقا عبّاسی
- محسن آشتیانی
- ایرج پارسی‌نژاد
- محمد شمس لنگرودی
- حسن میرعابدینی
- توفیق سبحانی
- یعقوب آژند
- فریدون جنیدی
- جلال‌الدین کزازی
- مارک اسموژنسکی
- حمید نفیسی
- زاون قوکاسیان
- عباس بهارلو
- جمال امید
- علی محمدی
- محمدعلی سپانلو
- عبدالعلی دستغیب
- جمال میرصادقی
- میمنت میرصادقی
- هوشنگ گلشیری
- منوچهر طیاب
- حمید سهیلی
- محمدرضا اصلانی
- منصور رستگار فسایی
- غلامحسین معماریان
- رویین پاکباز
- سودابه فضائلی
- علی‌اصغر حلبی
- شارل هانری دوفوشه‌کور
- دیک دیویس
- سجاد آیدنلو
- باسیل گری
- ملیحه تیره‌گل
- فرزانه میلانی
- لیلی انور
- اسماعیل جمشیدی
- محمد بقایی
- محمدهادی محمدی
- زهره قایینی
- میلاد عظیمی
- سعید حمیدیان
- قدمعلی سرامی
- تقی پورنامداریان
- قمر آریان
- عزیز دولت‌آبادی
- نصرالله امامی
- آنا وانزان
- عباس جوانمرد
- احمد کریمی حکاک
- ابوالحسن صدیقی
- فرامرز پایور
- ابوالحسن صبا
- علینقی وزیری
- روح‌الله خالقی
- محمدرضا لطفی
- غلامحسین امیرخانی
- سیروس طاهباز
- محمد مختاری
- محمود فرشچیان
- حمید مجتهدی
- حبیب یغمایی
- فتح‌الله مجتبایی
- محمد دهقانی
- احمد سمیعی گیلانی
- جهانگیر کوورجی کویاجی
- تاجماه آصفی شیرازی
- جمشید ملک‌پور
- لاله تقیان
- امین بنانی
- رضا فرخفال
- نسرین اصلانی
- منصور خلج
- مریم موحدیان
- جولی اسکات میثمی

## اسلام‌شناسی و تصوف

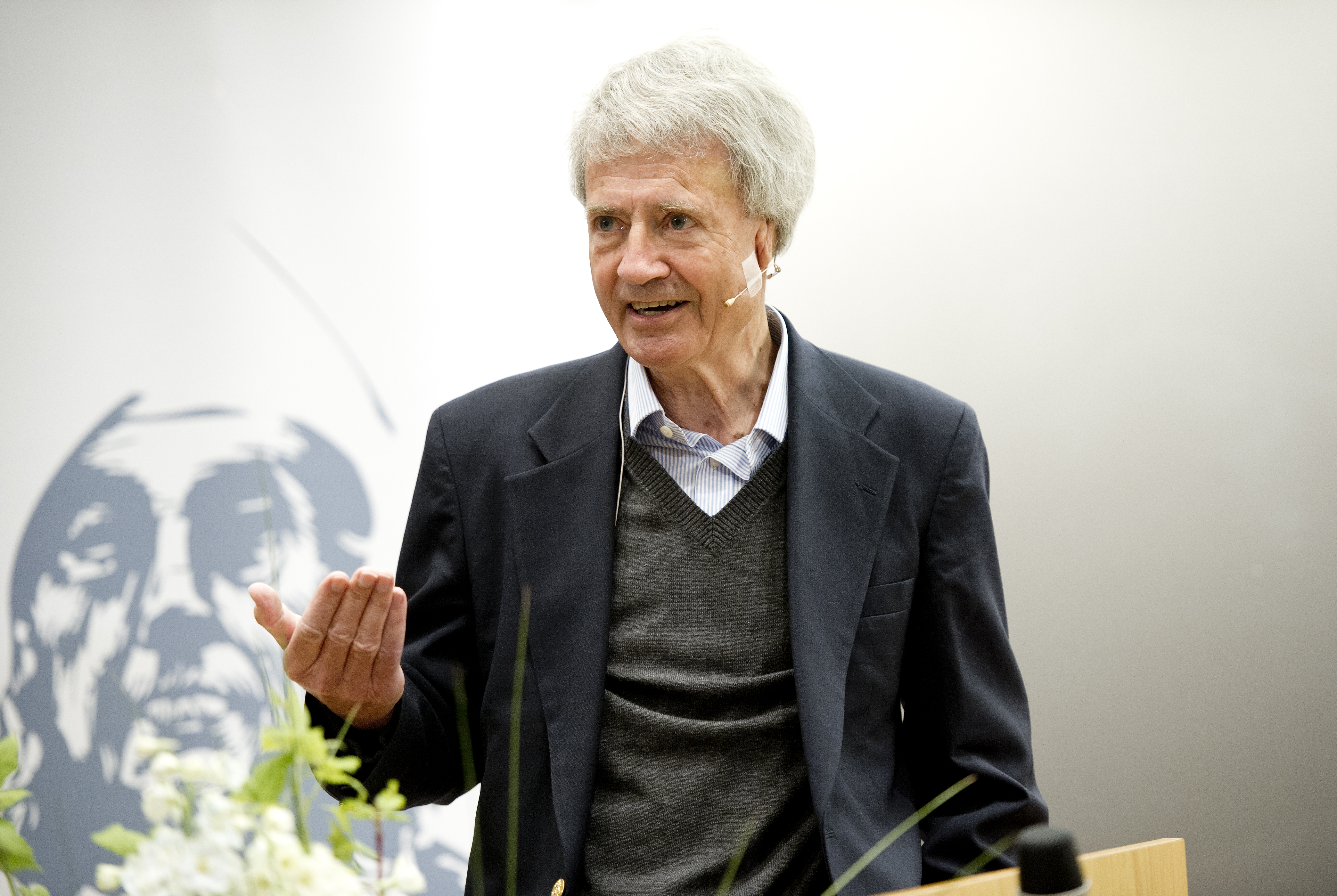
مایکل کوک

- هانری کوربن
- علی دشتی
- احمد مهدوی دامغانی
- مهدی محقق
- محمدعلی امیرمعزی
- عبدالعزیز ساچادینا
- مایکل کوک
- حامد الگار
- لوید ریجن
- سید حسین نصر
- کریستین ژامبه
- داریوش شایگان
- آنه‌ماری شیمل
- فرهاد دفتری
- اوا دو ویتره مه‌یرویچ
- مارشال هاجسون
- قاسم هاشمی‌نژاد
- انریکو چرولی
- فرانچسکو گابریئلی

## زرتشت‌شناسی

مری بویس

- مری بویس
- گراردو نیولی
- ابراهیم پورداوود
- ریچارد فولتس
- ماریان موله
- هاشم رضی
- مراد اورنگ
- علی‌اکبر جعفری
- رافائل پتازونی
- مارتین شوارتز
- ژان کلنز
- شروین فریدنژاد

## یهودشناسی

امنون نتصر

- شائول شاکد
- امنون نتصر
- الیاس یوزف بیکرمن
- سارا سرودی
- ناهید پیرنظر

## مطالعات بابی و شیخی و بهایی

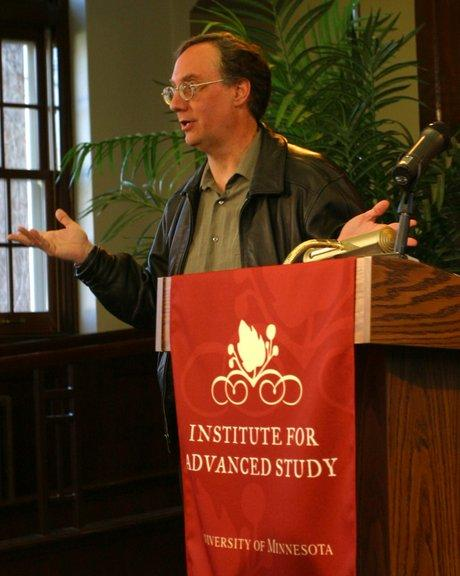
ئوآن کول

- فریدون وهمن
- موژان مؤمن
- مهرداد امانت
- دنیس مک‌ایون
- ئوآن کول
- تورج امینی

## مطالعات ارمنی
- ژانت د. لازاریان

## زبان‌شناسی

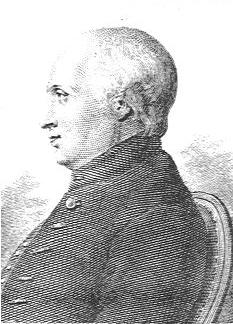
انکتیل دوپرون

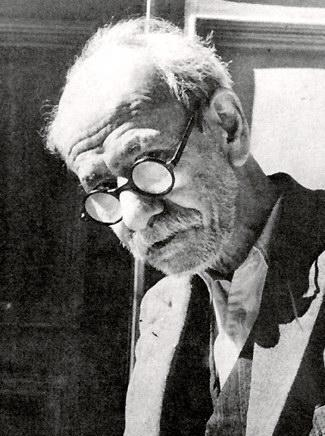
علی‌اکبر دهخدا

- فریدریش نیچه
- بهرام گور آنکلساریا
- انکتیل دوپرون
- کارل فریدریش گلدنر
- سید محمدعلی داعی‌الاسلام
- والتر هنینگ
- سلیمان حییم
- بدرالزمان قریب
- ریچارد هلک
- عبدالمجید ارفعی
- پرویز ناتل خانلری
- مهرداد بهار
- کالورت واتکینز
- بهرام فره‌وشی
- محمدعلی جمال‌زاده
- صادق کیا
- ابوالحسن نجفی
- منوچهر انور
- محسن ابوالقاسمی
- حسن انوری
- جلال خالقی مطلق
- علی‌اشرف صادقی
- ژاله آموزگار
- برایان اسپونر
- رودیگر اشمیت
- آوی باخنهایمر
- جلیل دوستخواه
- رونالد امریک
- حسن رضایی باغ‌بیدی
- احمد تفضلی
- محمد حسن‌دوست
- زهره زرشناس
- پرودس اکتور شروو
- ژیلبر لازار
- کتایون مزداپور
- دیوید نیل مکنزی
- گرنوت ویندفور
- هرلد والتر بیلی
- ایلیا گرشویچ
- چراغ‌علی اعظمی سنگسری
- داریوش آشوری
- هاینریش هوبشمان
- گارنیک آساتوریان
- بو اوتاس
- امان‌الله قرشی
- علی‌اکبر دهخدا
- حسن عمید
- غلامحسین مصاحب
- سید جعفر شهیدی
- محمد دبیرسیاقی
- محمد معین
- امید طبیب‌زاده
- آنتونیو پالیارو
- غلامحسین ساعدی
- متیو لومسدن
- ترنر ماکان
- ژول مل
- محمد اعتمادمقدم
- محمد دبیرمقدم

## اندیشه، علوم سیاسی و اجتماعی

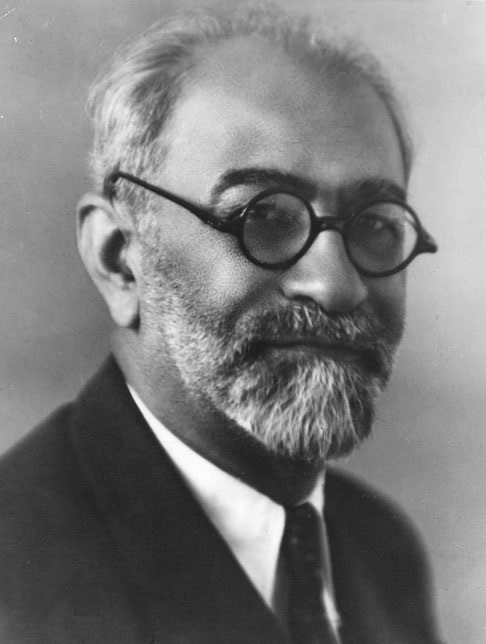
محمّدعلی فروغی

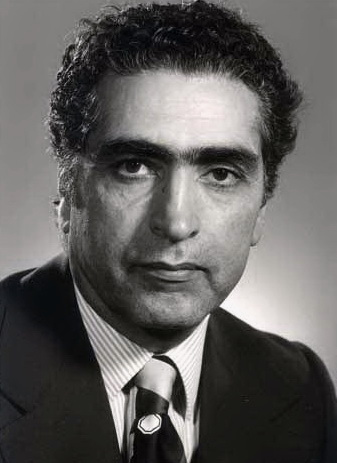
محمّدعلی اسلامی ندوشن

- محمدعلی فروغی
- احمد کسروی
- حمید عنایت
- ارسلان پوریا
- مصطفی رحیمی
- محمدعلی اسلامی ندوشن
- عباس امانت
- احمد کاظمی موسوی
- فرهاد کاظمی
- مریم فیروز
- محمدجعفر جعفری لنگرودی
- سعید امیرارجمند
- محسن میلانی
- پیروز مجتهدزاده
- علی بنوعزیزی
- احمد اشرف
- پیتر ایوری
- کریستین برومبرژه
- محمدعلی همایون کاتوزیان
- جلال ستاری
- نیکی کدی
- ولی‌رضا نصر
- احسان نراقی
- سید جواد طباطبایی
- حمید دباشی
- فرهنگ رجایی
- رابین رایت
- مهرزاد بروجردی
- بیژن عبدالکریمی
- تقی آزاد ارمکی
- فرامرز رفیع‌پور
- ابراهیم توفیق
- مرتضی فرهادی
- حسین کچویان
- مهدی محسنیان راد
- شیرین عبادی
- کاظم علمداری
- جلال آل احمد
- محمدجعفر پوینده
- حسن محدثی

## باستان‌شناسی

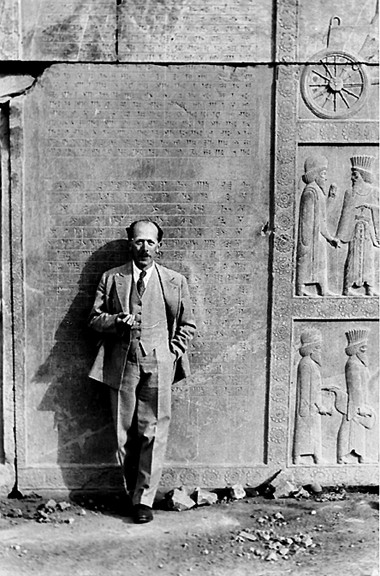
ارنست هرتسفلد، در تخت جمشید

- رومن گیرشمن
- سیف‌الله کامبخش‌فرد
- مسعود آذرنوش
- جبرئیل نوکنده
- کامیار عبدی
- یوسف مجیدزاده
- علی سامی
- مسعود گلزاری
- شاهرخ رزمجو
- عثمان حمدی‌بیگ
- آندرانیک هویان
- ارنست هرتسفلد
- یوهانس هرتل
- آوی باخنهایمر
- جیمز دارمستتر
- ژان دیولافوا
- ادوارد مایر
- هنری کریستی
- دیوید استروناخ
- ویلهلم گایگر
- هاینریش شلیمان
- ابرهارد شرادر
- گستون مسپرو
- اریش فریدریش اشمیت
- لوئی دوپری
- منوچهر مشتاق خراسانی
- محمد محمدی ملایری
- والنتین ولوشینوف
- واسیلی بارتلد
- واسیلی آبایف
- هنریک ساموئل نوبری
- مارسل اوگوست دیولافوا
- جورج راولینسون
- یوزف مارکوارت
- محمدتقی مصطفوی
- کریستیان بارتولومه
- پل روست
- آن گودار
- امیل بنونیست
- آملی کورت
- جرج کامرون
- آلبرت اومستد
- رومن یاکوبسن
- پرویز ورجاوند
- صادق ملک شهمیرزادی
- عزت‌الله نگهبان
- شهریار عدل

## تاریخ

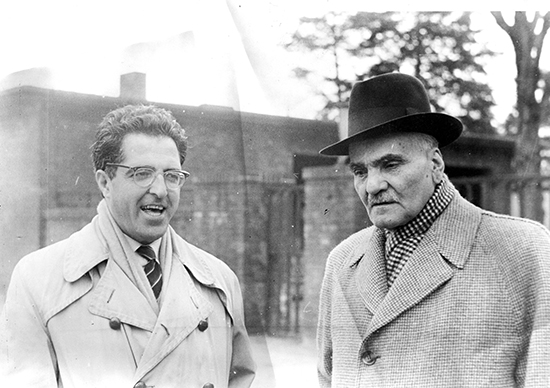
سید حسن تقی‌زاده و عبّاس زریاب خویی

- ریچارد فرای
- رقیه بهزادی
- محمدجواد مشکور
- خداداد رضاخانی
- تورج دریایی
- کلیفورد ادموند باسورث
- رودی ماتی
- راجر سیوری
- یوری برگل
- یوزف ویزه‌هوفر
- جمشید چوکسی
- علیرضا شاپور شهبازی
- عباس زریاب خویی
- ورنر زوندرمان
- کلاوس شیپمان
- عنایت‌الله رضا
- کارلو چرتی
- هلن سانسیسی وردنبورخ
- برنارد لوئیس
- یان ریشارد
- تئودور نلدکه
- ویلیام بین فیشر
- ویکتور دانر
- مرتضی راوندی
- هما ناطق
- پرویز اذکایی
- منوچهر مشتاق خراسانی
- میخاییل سرگیویچ ایوانف
- ادوین گرانتوسکی
- عبدالحسین زرین‌کوب
- همایون صنعتی‌زاده
- عیسی صدیق
- سید حسن تقی‌زاده
- شائول بخاش
- پرویز رجبی
- بابا صفری
- محمدعلی سلطانی
- سید حسن امین
- مهرانگیز کار
- شهلا لاهیجی
- پروانه پورشریعتی
- برت فراگنر
- نگین یاوری
- ریچارد تاپر

## تاریخ ایران باستان

ایگور میخایلوویچ دیاکونوف

- ایگور میخایلوویچ دیاکونوف
- میخائیل میخائیلویچ دیاکونوف
- محمد داندامایف
- یوهانس هرتل
- جیمز دارمستتر
- هنریک ساموئل نوبری
- لهمان هاوپت
- مارسل اوگوست دیولافوا
- فرانسوا لنورمان
- ادوارد مایر
- هنری کریستی
- جورج راولینسون
- هوگو وینکلر
- یوزف مارکوارت
- کریستیان بارتولومه
- اوتاکار کلیما
- پل روست
- جرج کامرون
- آلبرت اومستد
- هارولد لمب
- آن گودار
- دیوید استروناخ
- ویلهلم گایگر
- والنتین ولوشینوف
- اقرار علیف
- آ. ملیکیشویلی
- هانس هاینریش شدر
- امیرمهدی بدیع
- آناهیت پریخانیان
- حسن پیرنیا
- رضا مرادی غیاث‌آبادی
- رحیم شایگان
- کاوه فرخ
- علی اکبر مستقیمی

## تاریخ پس از اسلام

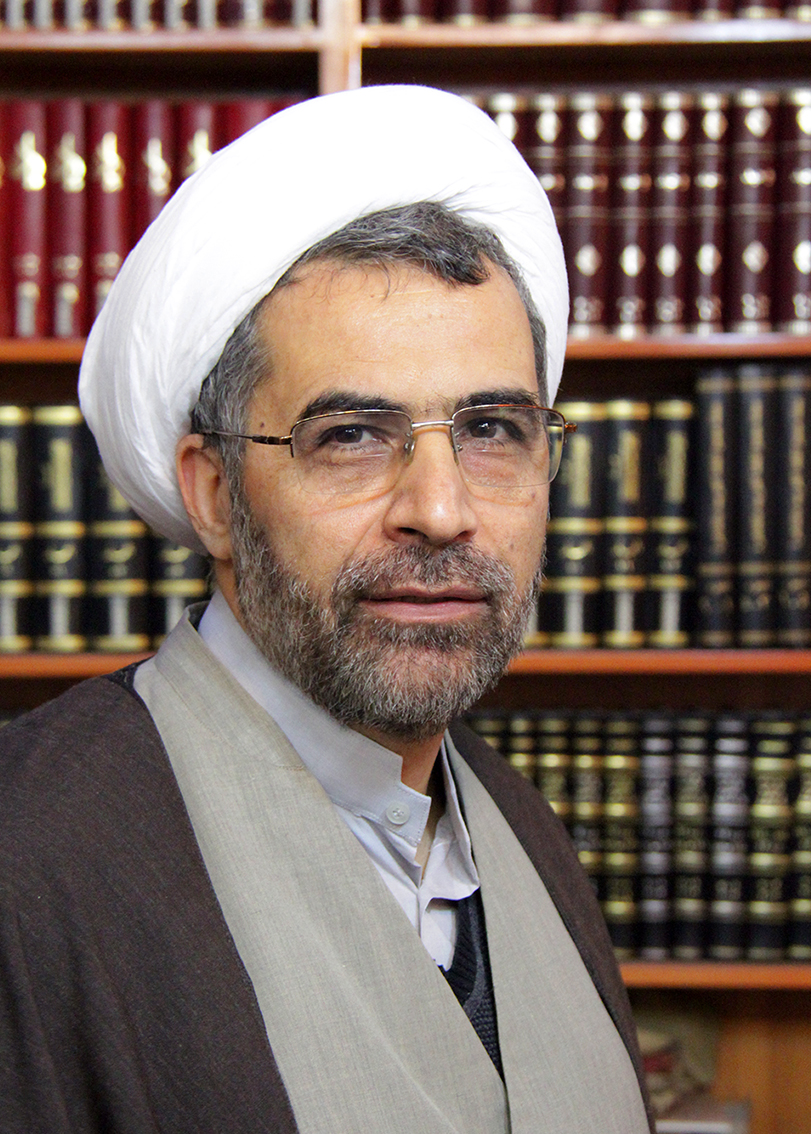
رسول جعفریان

- ایلیا پائولوویچ پطروشفسکی
- محمد علی امام شوشتری
- پاتریشا کرون
- اندرو نیومن
- آن لمبتون
- اسماعیل پوناوالا
- ویلفرد مادلونگ
- چیز رابینسون
- افسانه نجم‌آبادی
- شیرین بیانی
- روی متحده
- رسول جعفریان
- سید هاشم آقاجری
- عباس اقبال آشتیانی
- لارنس لاکهارت
- چارلز ملویل
- گاوین هامبلی
- مرتضی مطهری
- ویلم فلور
- الساندرو بوزانی
- علی اکبر تشکری
- عباس هاشم زاده محمدیه
- محمد حسین رجبی دوانی
- مصطفی دلشاد تهرانی

## تاریخ معاصر

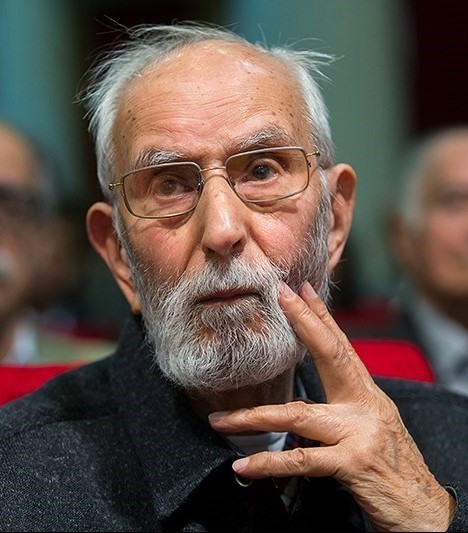
محمّدعلی موحّد

- محمود محمود
- مهدی ملک‌زاده
- سید فخرالدین شادمان
- انور خامه‌ای
- محمدعلی موحد
- باقر مؤمنی
- یرواند آبراهامیان
- هاشم رجب‌زاده
- فریدون آدمیت
- باقر عاقلی
- محمود طلوعی
- ناصر تکمیل همایون
- سیروس غنی
- محمّد امینی
- محمد توکلی طرقی
- سید علی آل داود
- عباس میلانی
- علی مسعود انصاری
- شیرین هانتر
- مسعود بهنود
- تورج اتابکی
- فخرالدین عظیمی
- الیز ساناساریان
- محمدحسین خسروپناه
- محمود فاضلی بیرجندی
- محمدرضا سوداگر
- غلامحسین زرگری‌نژاد
- خسرو معتضد
- صادق زیباکلام
- مازیار بهروز
- هوشنگ طالع
- داریوش بایندر

## فرهنگ عامه

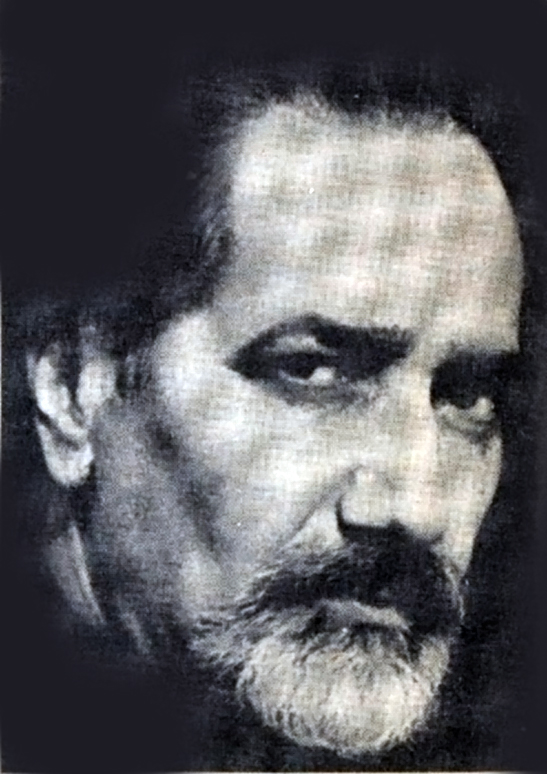
ابوالقاسم انجوی شیرازی

- صادق هدایت
- فضل‌الله مهتدی صبحی
- ابوالقاسم انجوی شیرازی
- محمدجعفر محجوب
- لارنس پائول الول ساتن
- احمد شاملو
- صمد بهرنگی
- علی‌اشرف درویشیان
- محمد قاسم‌زاده
- اولریش مارزلف
- صادق همایونی
- علی بلوکباشی
- منیرو روانی‌پور
- حسن ذوالفقاری
- محمد جعفری قنواتی
- جعفر شهری

## جغرافیا، گیاهان و جانوران

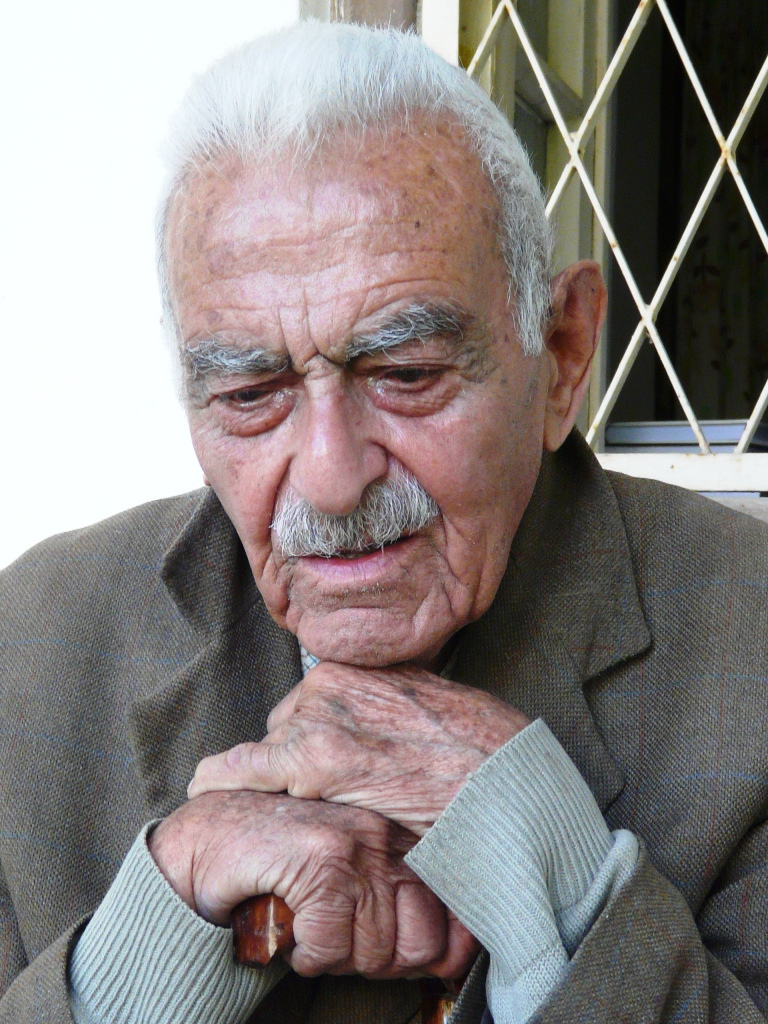
منوچهر ستوده

- آلفونس گابریل
- منوچهر ستوده
- احمد اقتداری
- ویلیام بین فیشر
- محمدحسن گنجی
- گزاویه دو پلانو
- اسکندر فیروز
- ژان کلود ووآزن
- محمدحسین پاپلی یزدی